# José Gabriel Jacoste Quesada
José Gabriel Jacoste Quesada (Madrid, 5 de maig de 1945) és un acadèmic universitari i director de producció de cinema espanyol.
Llicenciat en ciències econòmiques i doctorat en ciències de la informació per la Universitat Complutense de Madrid, alhora es va graduar en producció cinematogràfica per l'Escola Oficial de Cinema. Entre 1969 i 1970 va ser director de curtmetratges i des de 1971 treballa com a director de producció a pel·lícules de Luis Megino Grande, José Luis Borau, Manuel Gutiérrez Aragón i Andrés Vicente Gómez. També ha estat professor de producció a l'Escola Oficial de Cinema des de 1972 i de comunicació audiovisual i publicitat a la Universitat Complutense de Madrid des de 1988. Als III Premis Goya (1989) va obtenir el Goya a la millor direcció de producció per la pel·lícula Remando al viento de Gonzalo Suárez. El 1993 va fundar Verso Films, una productora de cinema, televisió i vídeo.

## Filmografia

### Director de producció
- 1971: Mi querida señorita.
- 1973: Hay que matar a B.
- 1974: El juego del diablo.
- 1975: La historia y la vida extraterrestre.
- 1976: Colorín, colorado
- 1977: Cama negra.
- 1979: La Sabina.
- 1980: Maravillas
- 1981: Con el culo al aire
- 1981: El crack.
- 1982: Demonios en el jardín.
- 1983: Truhanes.
- 1984: La noche más hermosa.
- 1985: Luces de bohemia.
- 1986: La mitad del cielo.
- 1988: Remando al viento
- 1988: Malaventura

### Com a supervisor de producció
- 1989: El rey del mambo.
- 1990: Las edades de Lulú.
- 1991: La noche más larga
- 1991: Como ser mujer y no morir en el intento
- 1991: Beltenebros.
- 1992: Una mujer bajo la lluvia.
- 1993: O camiño das estrelas.

### Produccions per televisió
- 1997: La virtud del asesino.

## Llibres
- El productor cinematográfico (1996)